# Alexandromys evoronensis
Alexandromys evoronensis (Kovalskaya & Sokolov, 1980) è un roditore della famiglia dei Cricetidi diffuso in Russia.

## Descrizione

### Dimensioni
Roditore di piccole dimensioni, con la lunghezza della testa e del corpo tra 122 e 157 mm, la lunghezza della coda tra 40 e 65 mm, la lunghezza del piede tra 18 e 22 mm, la lunghezza delle orecchie tra 11 e 15 mm e un peso fino a 91 g.

### Aspetto
La pelliccia in inverno è più densa e lunga. Le parti superiori sono marroni scure, mentre le parti ventrali variano dal grigio scuro al biancastro. Sono presenti 5 cuscinetti sulla pianta dei piedi. La coda è più corta della testa e del corpo, scura sopra e più chiara sotto. Il cariotipo è 2n=38-40 FN=54-56.

## Biologia

### Comportamento
La vita è organizzata attorno al nido, solitamente costruito sotto un tumulo e collegato a rifugi e siti di foraggiamento tramite sentieri. La lunghezza massima del percorso è di 30 metri.

### Alimentazione
Si nutre principalmente di parti verdi di carici ed erbe, tra cui la canna Calamagrostis e la manna Glyceria, entrambe della famiglia delle Poaceae, l'anice verde e la lenticchia d'acqua della famiglia delle Potamogetonaceae.

### Riproduzione
Si riproduce tra maggio e luglio. Partoriscono 3-11 piccoli, mediamente 5-7,  fino a tre volte l'anno e  ad intervalli tra le gravidanze di 18-42 giorni (media 23-4). La gestazione dura 17-20 giorni. La gravidanza spesso coincide con l'allattamento.

## Distribuzione e habitat
Questa specie è limitata a tre piccole zone nel bacino inferiore del fiume Amur nell'estremo oriente russo.
Vive in ambienti ripariali della zona boreale della foresta di conifere. Occupa regolarmente prati umidi, carici in letti di fiumi ad alta acqua e muschio di torba arbustiva e torbiere di carici.

## Conservazione
La IUCN Red List, considerato l'areale ristretto, la mancanza di informazioni sulla popolazione, la tendenza e le eventuali minacce, classifica A.evoronensis come specie con dati insufficienti (DD).